# Кругла вежа (Агадоу)

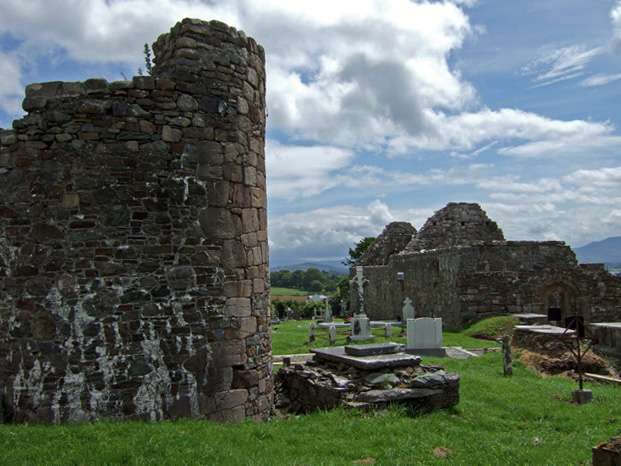
Кругла вежа в Агадоу.

Кругла вежа в Агадоу (англ. - Irish round towers in Aghadoe, ірл. – Cloigtheach na Achadh an Da Eo) -  Клогхех на Ахад ан Да Ео - Вежа Двох Дерев Тису - одна з круглих веж Ірландії, розташована в одноіменному селищі Агадоу (Ахад ан Да Ео), біля міста Кілларні в графстві Керрі. Башта нині лежить в руїнах. Побудована приблизно в ІХ столітті. Башта довгий час служила дзвіницею католицького храму, що був розташований поруч. Традиційно в Ірландії біля храмів садили тільки одне тисове дерево, біля цієї ж вежі та храму росло два тисових дерева, що і відобразилось в назві. Місцевість славиться живописними видами на озера та острови, включаючи знаменитий острів Інісфален. Недалеко біля вежі розташовані руїни замку Паркавонер ХІІІ століття та руїни собору Агадоу – старовинного католицького храму, що побудований в романському стилі. Усі ці руїни популярні серед туристів. 
Археологічні дослідження вежі та навколишніх руїн тривають. 